# Tre Valli Varesine 1928
La Tre Valli Varesine 1928, decima edizione della corsa, si svolse il 28 agosto 1928. La vittoria fu appannaggio dell'italiano Battista Visconti, che completò il percorso in 5h05'00", il quale precedette i connazionali Attilio Marangoni e Aleardo Simoni.

## Ordine d'arrivo (Top 8)
| Pos. | Corridore           | Squadra         | Tempo    |
| ---- | ------------------- | --------------- | -------- |
| 1    | Battista Visconti   | Legnano         | 5h05'00" |
| 2    | Attilio Marangoni   | -               | s.t.     |
| 3    | Aleardo Simoni      | Bianchi-Pirelli | s.t.     |
| 4    | Alessandro Catalani | Wolsit-Pirelli  | s.t.     |
| 5    | Guglielmo Marin     | -               | s.t.     |
| 6    | Albino Binda        | Wolsit-Pirelli  | s.t.     |
| 7    | Oreste Cignoli      | Bianchi-Pirelli | a 2'00"  |
| 8    | Mario Bianchi       | -               | s.t.     |